# Centre des hautes études sur l'Afrique et l'Asie modernes
Le Centre des hautes études sur l'Afrique et l'Asie modernes (CHEAM), créé en 1936 par le Front populaire et supprimé en 2000, était connu jusqu'en 1973 sous la dénomination de Centre des hautes études d'administration musulmane. 
Comme son nom initial le laisse deviner, il s'agit au départ d'un service de renseignements, de ressources et de formation pour les cadres coloniaux français (militaires compris) : « La similitude des problèmes qui se posent dans nos possessions musulmanes de l'Afrique du Nord, en Algérie et dans les territoires du Levant confiés à notre tutelle fait ressortir chaque jour davantage la nécessité d'assurer entre les diverses administrations une liaison plus étroite ».
À partir de sa création, le CHEAM évolue à plusieurs reprises (en 1958, 1973 et 1996). Après la décolonisation, il organise notamment des formations pour des diplomates et des hommes d'affaires français.
Étant donné sa mission, les rapports et comptes rendus de conférences conservés dans ses archives constituent un précieux outil de connaissances d'une grande précision sur le Levant et l'Afrique du Nord.

## Directeurs
Son premier directeur est Robert Montagne, de 1936 à 1954, auquel succéda le général Pierre Rondot de 1954 à 1967. Son dernier directeur fut Jean-Pierre Doumenge.

## Dissolution
Le sénateur Xavier de Villepin attire l'attention du premier ministre Lionel Jospin, le 4 mai 2000, sur le sort du Centre des hautes études sur l'Afrique et l'Asie modernes. Cet organisme vient en effet d'être supprimé sans explication et sans qu'un organisme de remplacement prenne la relève. En réponse, le gouvernement précise que la décision de mettre fin aux activités du CHEAM est prise à l'issue d'un processus de consultations interministérielles ayant duré plus d'une année. Il est également nourri par les rapports de l'ambassadeur Bernard Bajolet et de François Heisbourg. Ces derniers montrent, chacun dans leur domaine, l'inadaptabilité des outils de recherche et de formation en matière de questions internationales à la demande des milieux les plus directement concernés (administrations, universitaires et entreprises). C'est sur la base de ce diagnostic, et après les consultations interministérielles, que la décision de mettre fin aux activités du CHEAM est prise. Le gouvernement s'engage alors à donner forme à une structure nouvelle plus large, plus souple et mieux adaptée à la demande identifiée. Cette structure nouvelle qui, dans le rapport Heisbourg, porte le nom d'Institut des hautes études en relations internationales (Iheri), a pour vocation de prolonger la très longue histoire du CHEAM[Comment ?].

## Anciens élèves
- Henri Laurentie (1901-1984), fonctionnaire de l'administration coloniale puis de l'ONU, Compagnon de la Libération.